# Ctésibios
Ctésibios d'Alexandrie (en grec ancien Κτησίβιος / Ktêsíbios) est un ingénieur né au IIIe siècle avant notre ère à Alexandrie. Il est considéré comme le fondateur de l'école des mécaniciens grecs d'Alexandrie dont la tradition se poursuivra avec Philon de Byzance, Vitruve à Rome et Héron d'Alexandrie.
On ne connaît pas grand-chose sur sa vie, ni les lieux et dates de sa naissance et de son décès. On sait juste qu'il a vécu à Alexandrie vers -270, car des documents parlent d'une corne d'abondance chantante qu'il créa pour une statue de la femme du pharaon Ptolémée II.
Nombre de ses inventions comme le piston, l'hydraule, le clavier, la soupape, le monte-charge, la clepsydre, l'horloge musicale, le canon à eau et bien d'autres ont eu un retentissement majeur sur la civilisation occidentale.
Un papyrus du IIe siècle avant notre ère, appelé Laterculi Alexandrini, attribue à son disciple Abdaraxos le mérite d'« avoir construit les machines d'Alexandrie ».
Les Pneumatiques et le traité des clepsydres nous sont parvenus par la voie arabe[réf. nécessaire]. Le traité des machines de jet nous indique clairement l'existence d'une tradition déjà ancienne avec en particulier l'utilisation de modules pour construire les machines et de formules pour en tirer les dimensions. Philon de Byzance donne une description de l'orgue hydraulique et de la pompe aspirante et foulante de Ctésibios dont il est considéré comme le successeur. Il est donc à la fois compilateur et novateur. Il a laissé un ouvrage aujourd'hui perdu : Les Commentaires. On en connaît des bribes grâce à Héron d'Alexandrie qui en a repris des fragments dans sa Pneumatique.

## Biographie
Fils de barbier, il s'intéresse très tôt à la mécanique et au fonctionnement des machines à eau : il y a alors sept aqueducs à Alexandrie et des centaines de réservoirs et de fontaines. Alors qu'il n'a que seize ans, il invente une sorte de monte-charge, pour monter ou descendre des tables, qui fonctionne grâce à de l'eau sous pression. Il crée également un système permettant d'orienter le miroir de barbier de son père dans n'importe quelle direction, à l'aide d'un système pneumatique. Le principe est encore utilisé dans les ressorts de rappel pour la fermeture des portes. La pompe à pistons qui reste encore de nos jours un système simple et efficace pour obtenir un débit quasi constant et une forte pression, est une de ses inventions qui a eu le plus d'impact par ses nombreux usages.

### Perfectionnement de la clepsydre

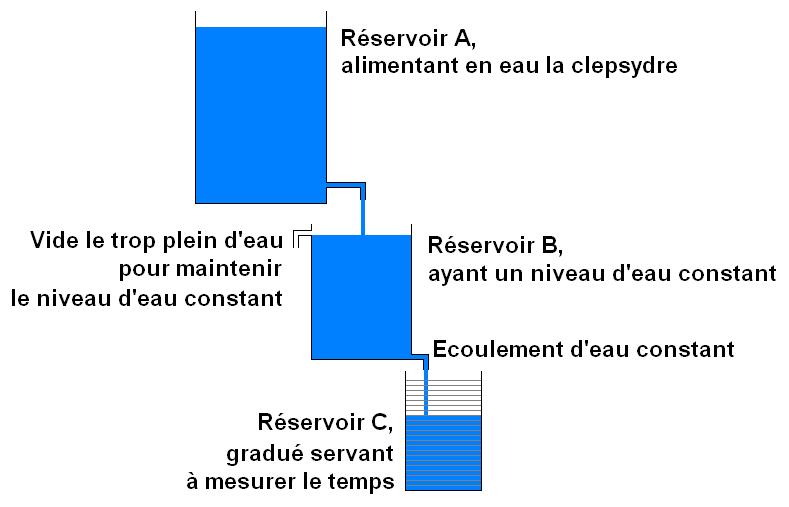
Principe de la clepsydre de Ctésibios.

C'est certainement avec le perfectionnement de la clepsydre qu'il connaît une grande renommée. Créée en Égypte, la clepsydre était constituée d'un réservoir plein d'eau se vidant par une ouverture dans le bas, dans un deuxième récipient. Ce système est peu précis car plus le niveau de l'eau dans le premier récipient baisse, plus le filet d'eau s'écoule lentement : le débit d'eau est donc irrégulier.
Ctésibios propose donc d'ajouter un troisième récipient entre les deux déjà existants.
Ce vase intermédiaire est maintenu à niveau constant soit grâce à un trop plein, soit par une sorte de flotteur faisant office de clapet. Le flotteur obture progressivement l'ouverture du premier récipient à mesure que le deuxième récipient se remplit. Ainsi, lorsque l'eau atteint un certain niveau dans le deuxième récipient, l'ouverture dans le premier récipient est totalement fermée. Et lorsque le deuxième récipient se vide, le flotteur libère à nouveau cette ouverture, et le niveau remonte. Ainsi, le niveau de l'eau du deuxième récipient reste constant.
En conséquence, le débit de l'eau passant du 2e au 3e récipient reste constant. Cette clepsydre est donc beaucoup plus précise. Ce système est toujours utilisé aujourd'hui, dans les chasses d'eau et les carburateurs d'automobile, par exemple.
Ctésibios ajouta aussi un système de vidange du troisième récipient lors de l'atteinte du niveau maximum et un mécanisme d'incrémentation journalière.

### Hydraule oumachina hydraulica

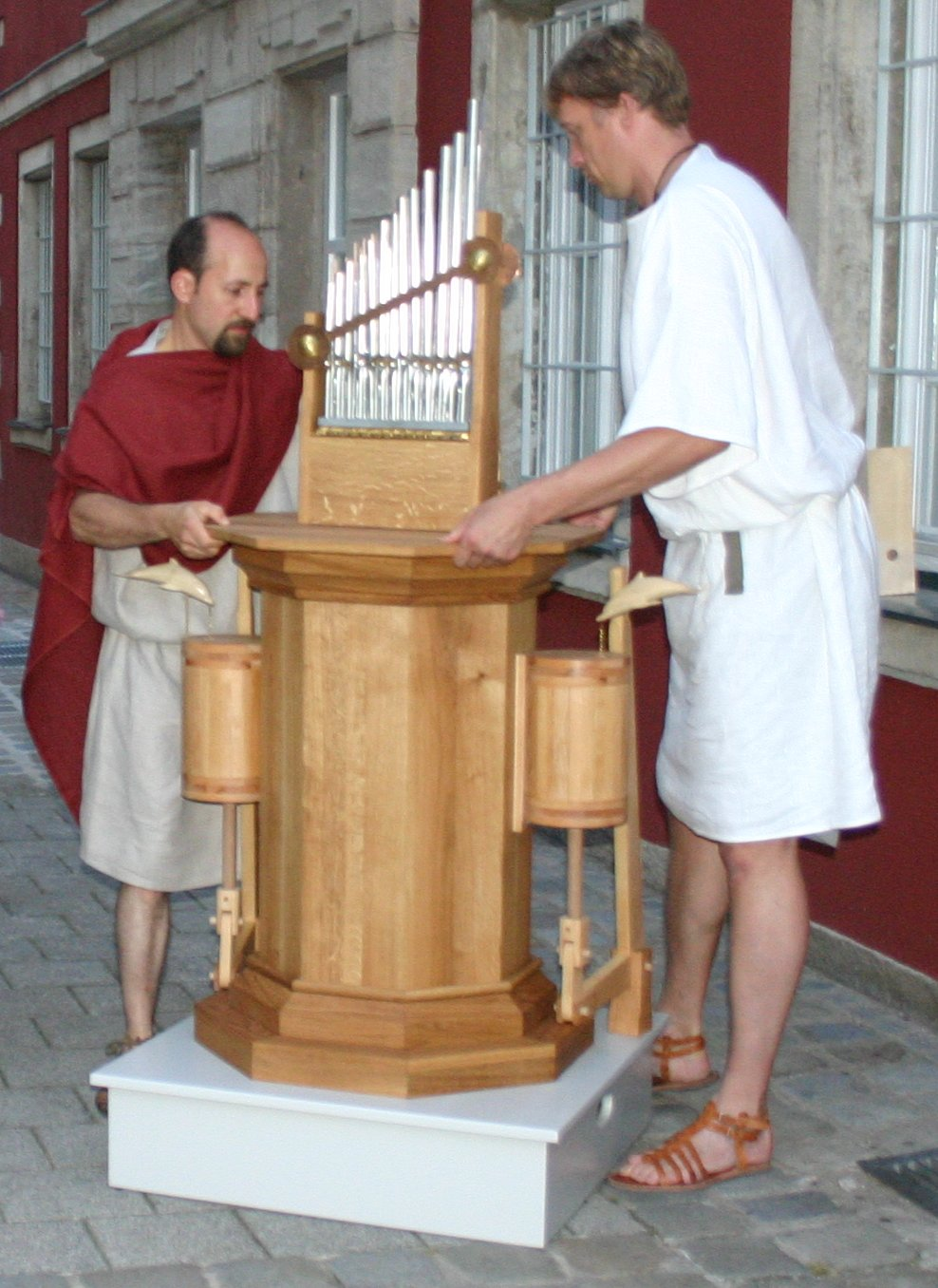
Reconstitution d'un orgue hydraulique.

Une autre invention admirable de Ctésibios est celle de l'orgue hydraulique (hydraulos ou hydraule), le premier orgue de l'histoire. Après avoir constaté les propriétés élastiques de l'air, Ctésibios cherche à les contrôler en créant le piston, ce qui n'était pas si simple à l'époque, à cause des problèmes de fuites d'air et plus encore, de fabrication de cylindres parfaitement réguliers. Pour prouver que son invention fonctionne, il décide de faire sonner des aulos (sortes de hautbois) grâce à son piston.
Le problème de la régulation de la pression de l'air se pose. Ctésibios propose l'eau comme moyen de régulation.
Le principe est simple et génial : une cloche en bronze, le pnigée, est immergée dans un grand volume d'eau. Deux pistons alimentent une bulle d'air prisonnière sous le pnigée, via deux tuyaux abouchés au sommet du pnigée. Des clapets ou soupapes empêchent le retour de l'air vers les pistons. Ensuite, l'air, sous la pression de l'eau, sort du pnigée par une 3e perforation à son sommet vers les tuyaux. Un clavier (qui est donc aussi l'invention de Ctésibios) permet d'ouvrir ou fermer l'accès de l'air à ces tuyaux : le premier instrument à clavier est né, c'est l'hydraule (hydr(o)- (« eau ») + aulos (« flûte »)). D'où vient le mot actuel d'hydraulique donné à la science de l'écoulement de l'eau.
Ces instruments avaient des dimensions certes réduites, mais étaient extrêmement puissants (pression d'air trois fois supérieure à celle des orgues d'aujourd'hui).
L'hydraule connaît un succès fantastique et fulgurant, qui ne s'est jamais démenti depuis. On a commencé à organiser des concours d'orgue dans toute la Grèce très rapidement. L'hydraule était même utilisé pour couvrir le vacarme des spectateurs dans les cirques romains, et aussi les cris des martyrs chrétiens d'où il faudra attendre ... pour que  l'orgue entre dans les églises. On a aussi retrouvé des restes d'hydraules à Aquincum (aujourd'hui Budapest) en Hongrie, à Dion en Macédoine grecque, à Aventicum en Suisse et à Pompéi (entre autres).
On a une description complète de l'hydraule dans le livre X du De Architectura du grand architecte du Ier siècle Vitruve. Isaac Newton, seize siècles plus tard, donnera lui aussi une description de l'hydraule.

### Autres inventions
En associant l'hydraule à la clepsydre, Ctésibios a créé la première horloge musicale. Il y a ensuite associé des automates, créant ainsi les premiers jacquemarts. C'est ce genre d'instrument qu'offre Constantin à Pépin le Bref.
Il a créé des canons à eau pour envoyer des projectiles au-delà des remparts de la ville. Il a proposé des perfectionnements au système de distribution d'eau dans Alexandrie.
Il a expliqué le principe du siphon, et en l'associant avec des soupapes, a mis au point une pompe aspirante refoulante qui permettait d'élever l'eau à plusieurs mètres.